# Alfredo Copello
Pour les articles homonymes, voir Copello.
Alfredo Copello est un boxeur argentin né le 15 mars 1903.

## Carrière
Il remporte la médaille d'argent aux Jeux olympiques de Paris en 1924 dans la catégorie poids légers. Après avoir battu William White, Luigi Marfurt, Benjamin Rothwell et Jean Tholey, Copello s'incline aux points en finale contre Hans Jacob Nielsen. 

## Palmarès

### Jeux olympiques
- Jeux olympiques de 1924 à Paris[1] (poids légers).

## Référence
1. ↑  (en) Résultats des Jeux olympiques 1924 (amateur-boxing.strefa.pl).